# Ulosa incrustans
Ulosa incrustans är en svampdjursart som först beskrevs av Burton 1930.  Ulosa incrustans ingår i släktet Ulosa och familjen Esperiopsidae.
Artens utbredningsområde är havet kring Nya Zeeland. Inga underarter finns listade i Catalogue of Life.